# Marcella Lotti della Santa
Marcella Lotti della Santa (née en septembre 1831 et décédée le 9 février 1901) est une cantatrice italienne d'opéra qui s'est produite dans les années 1850. Elle est célèbre surtout dans son interprétation des héroïnes de Verdi. Elle épouse le baryton Luigi della Santa.

## Biographie
Marcella Lotti naît à Mantoue de Luigi Lotti et de Maria Gavioli. Après un court séjour au couvent de Vimercate, dont elle sort aussi pour raison de santé, elle étudie le chant auprès d'Alberto Mazzucato à Milan et fait ses débuts à l'opéra en 1850 à Constantinople avec une troupe de comédiens italiens en créant le rôle d'Alice dans Robert le Diable de Meyerbeer. Elle devient bientôt l'une des sopranos les plus célèbres en Italie. Dès 1852 elle chante à La Scala et au Teatro Carlo Felice. À La Scala elle fut particulièrement appréciée dans le rôle d'Odabella du Attila de Giuseppe Verdi. Elle se produit sur les scènes de Gênes, Bergame, Modène, Florence, Udine, Rome, Vérone, Parme, Ravenne, Vicenza ou Palerme.
Le 16 août 1857, elle crée le rôle de Mina à la première mondiale d’Aroldo de Verdi pour l'ouverture du Teatro Nuovo de Rimini. En 1857-1858 elle est invitée au Théâtre Mariinsky de Saint-Pétersbourg et en 1860 au Her Majesty's Theatre de Londres. Elle est très active au Teatro di San Carlo de Naples en 1862, 1866 et 1869-1870, chantant entre autres les rôles de Marguerite de Valois dans Les Huguenots et de la Princesse Eudoxie dans La Juive. Elle prend part aux créations de Virginia (en) de Saverio Mercadante (1866), Giovanna di Napoli d'Errico Petrella (1869), et de Gabriella di Vergy de  Gaetano Donizetti (1869). Elle eut encore du succès à La Scala en 1863-1865.
Elle prend sa retraite vers 1870 pour s'occuper de sa famille. Elle meurt à Paratico à 69 ans.